# Sonnenfinsternis vom 21. Juni 2001
Die totale Sonnenfinsternis vom 21. Juni 2001 war die erste zentrale Sonnenfinsternis des dritten Jahrtausends und wies eine maximale Totalitätsdauer von beinahe fünf Minuten auf. Die Totalitätszone begann östlich von Südamerika im Atlantik und noch bevor der Kernschatten auf den afrikanischen Kontinent traf, wurde das Maximum der Finsternis erreicht. Der Korridor der totalen Verfinsterung erstreckte sich im südlichen Afrika über Angola, Sambia, Simbabwe und Mosambik. Bevor die Finsternis im südlichen Indischen Ozean endete, überquerte der Kernschatten noch Madagaskar. Das meistbesuchte  Reiseziel zur Beobachtung der Finsternis war Sambia und dabei insbesondere die Hauptstadt Lusaka, die in der Totalitätszone lag.
Von Europa aus war die Finsternis nicht beobachtbar.